# Berestiwka (obwód żytomierski)
Berestiwka (ukr. Берестівка) – wieś na Ukrainie, w obwodzie żytomierskim, w rejonie nowogrodzkim, w hromadzie Baranówka, nad Swynobyczką. W 2001 roku liczyła 460 mieszkańców.
Do 1960 roku miejscowość nosiła nazwę Swynobyczi (ukr. Свинобичі).